# Ortodoxa kyrkan i Ukraina
Ortodoxa kyrkan i Ukraina (ukrainskaː Православна церква України/Pravoslavna tserkva Ukrajini) är ett östortodoxt kristet kyrkosamfund i Ukraina som bildades den 15 december 2018 genom samgående mellan Ukrainska autokefala ortodoxa kyrkan, Kiev-patriarkatet och avhoppare från Moskvapatriarkatet.

## Historia
Serhij Petrovytj Dumenko valdes till kyrkans högste ledare, under namnet Jepifanij I och med titeln metropolit av Kiev och hela Ukraina. I sitt invigningstal riktade han tack till Ukrainas president Petro Porosjenko, Ukrainas parlament, patriarken av Konstantinopel och Kievpatriarkatets tidigare ledare Filaret av Kiev.
Ukrainas president Petro Porosjenko tillkännagav i april 2018 att han hade för avsikt att skapa en autokefal kyrka i Ukraina under ett möte i Istanbul med USA:s ambassadör för internationell religiös frihet, Sam Brownback och patriarken Bartholomeus I av Konstantinopel. Kort efter kom Ukrainas parlament med en formell begäran och den ortodoxa kyrkan i Konstantinopel inledde den begärda processen. Den autokefala ukrainska kyrkan blev bekräftad 5 januari 2019 då det ekumeniska patriarkatets ledare Bartholomeus i Istanbul undertecknade ett tomos som bekräftade den unierade ukrainska ortodoxa kyrkan som autokefal. Dagen efter hölls en mässa där handlingen överlämnades till Jepifanij I, med president Petro Porosjenko på plats. Det föregicks av ett återkallandet av 1686 års tomos om Kievmetropolitens avskiljande från den ortodoxa kyrkan i Konstantinopel och dess anslutning till Moskvapatriarkat. Därefter återkallade patriarken Bartholomeus även den tomos som han hade beviljat rysk-ortodoxa kyrkor i Västeuropa 1999.
Den nya kyrkan kan själv besluta om och underhålla sina religiösa relationer, inte bara inom landet utan även i förhållande till andra ortodoxa kyrkor, men det finns ett antal indikationer på att den nyetablerade Ortodoxa kyrkan i Ukraina inte är en nationell kyrka. För det första kommer biskopar att utses i Istanbul, befogenheter som borde ha legat i Kiev om Ortodoxa kyrkan i Ukraina vore helt autokefal. För det andra kommer även kanonisering att ske i Istanbul, en rätt som normalt den nationella kyrkan har. För det tredje kommer myrraoljan, som används i religiösa ceremonier och som är ett heligt element i den ortodoxa kyrkan, att produceras i Istanbul.

## Kalender
Den 24 maj 2023 beslutade biskopsrådet att helt byta till den reviderade julianska kalendern och att denna övergång kommer att ske den 1 september 2023. Det beslutades också att sammankalla kommunfullmäktige den 27 juli 2023, som slutligen kommer att godkänna övergången till den reviderade julianska kalendern.

## Bilder

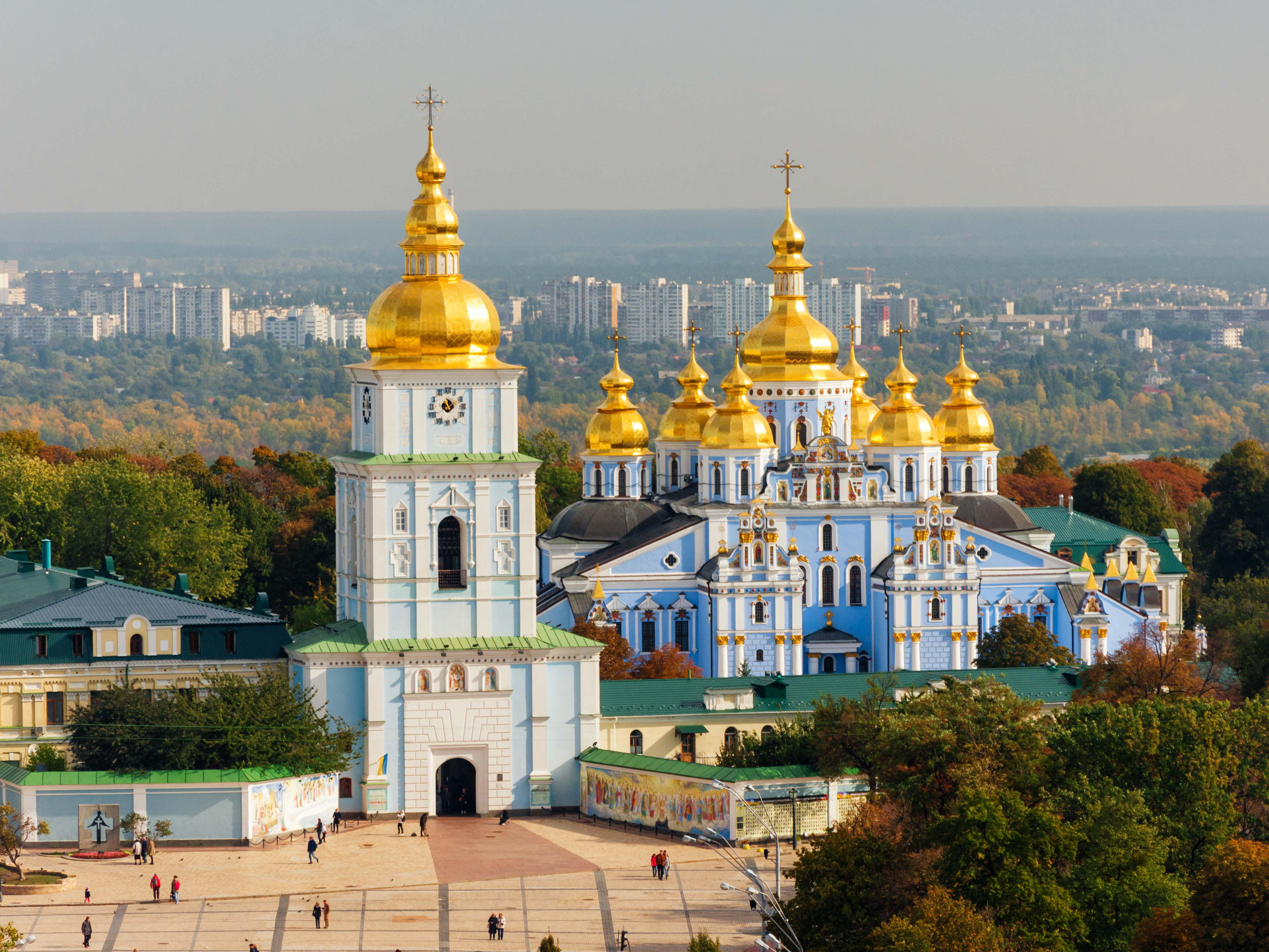
Sankt Mikaelskatedralen i Kiev, Ukraina.
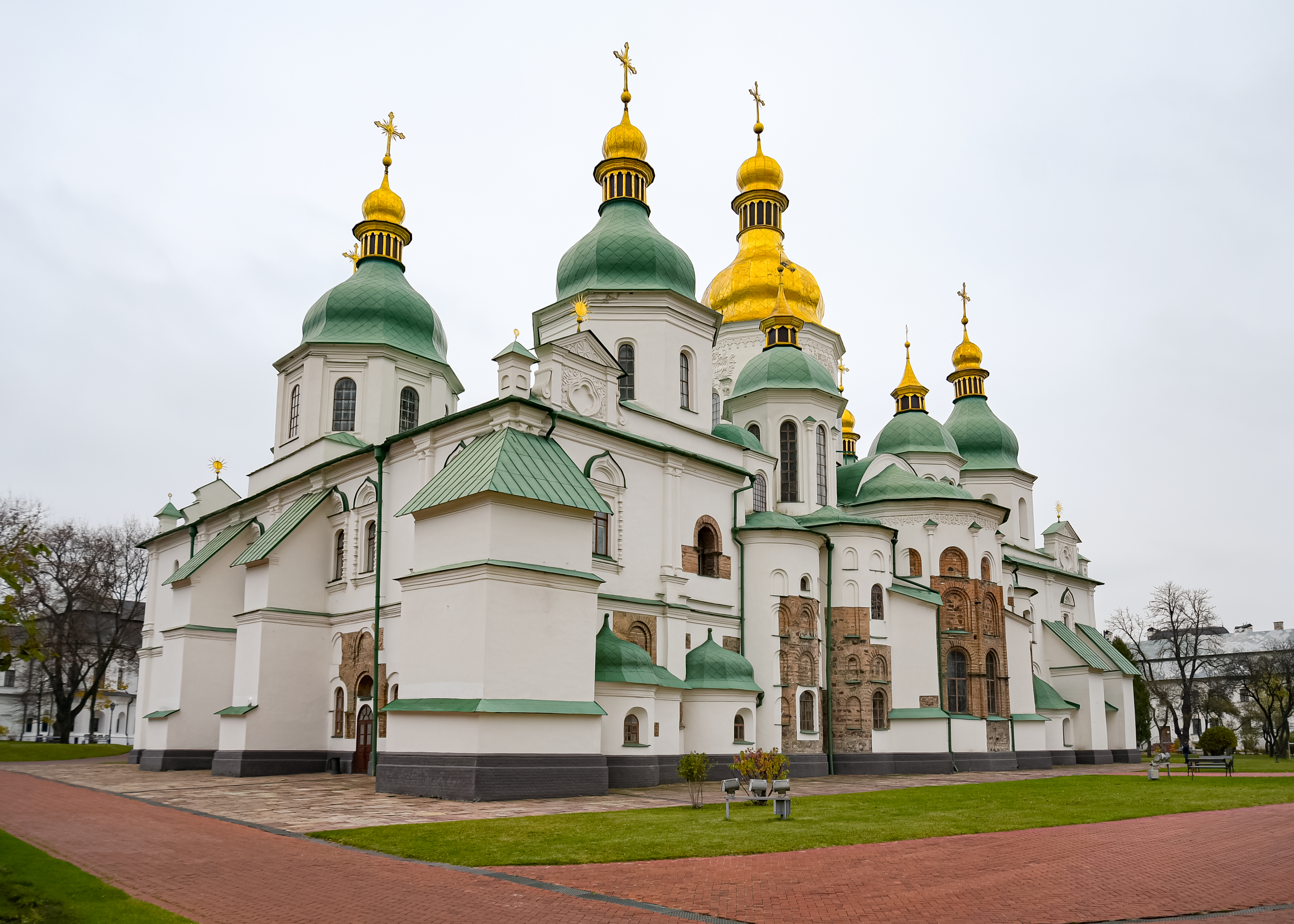
Sofiakatedralen i Kiev, Ukraina.
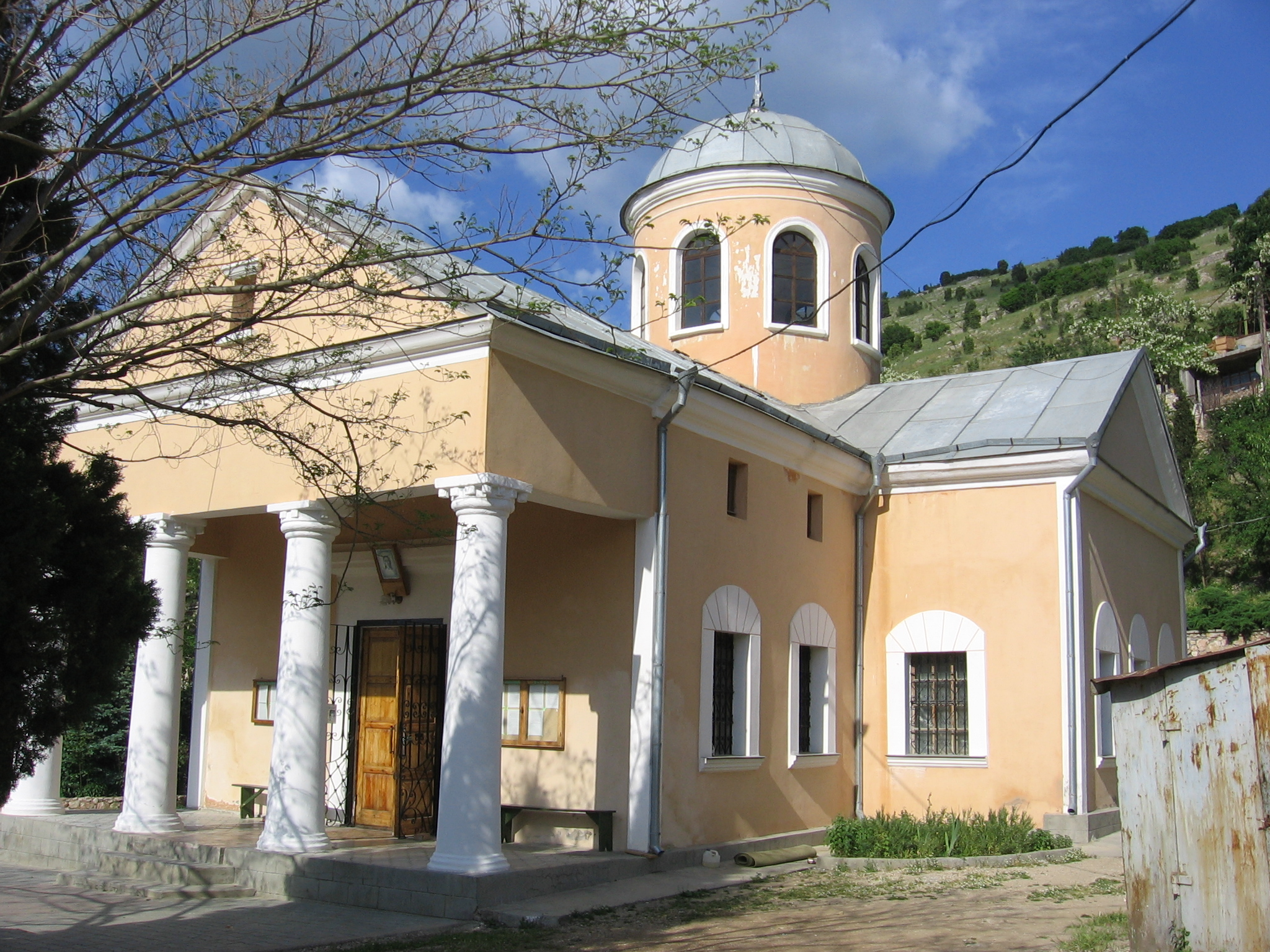
De tolv apostlarnas kyrka i Balaklava, Krimhalvön.
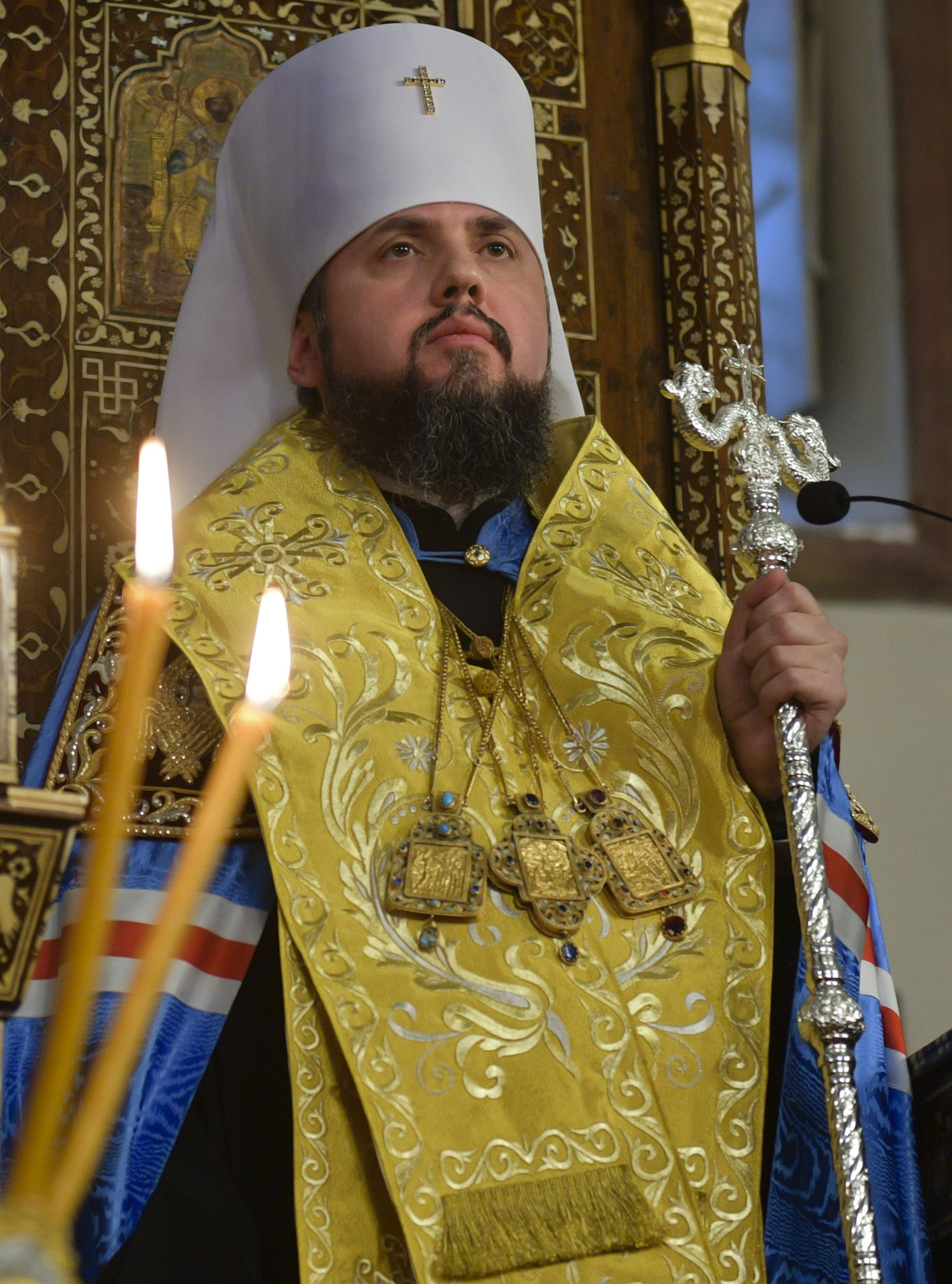
Kyrkans ledare metropolit Jepifanij I av Kiev och hela Ukraina.
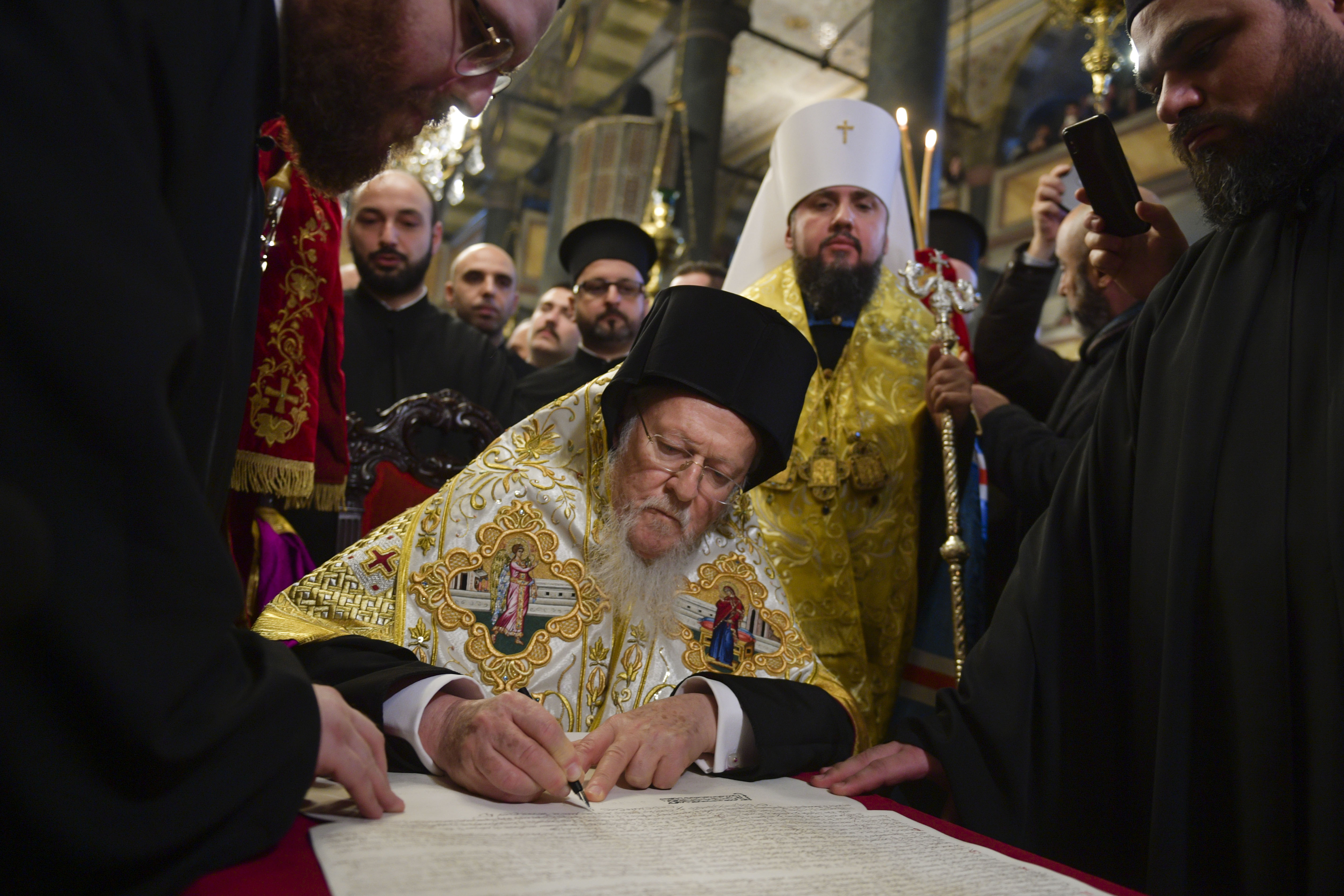
Bartolomaios I undertecknar tomos som beviljar autokefali till ukrainska ortodoxa kyrkan.